# Heliophanus wesolowskae
Heliophanus wesolowskae é uma espécie de aranha saltadora do gênero Heliophanus. Foi identificado pela primeira vez em 1997.

## Etimologia
O nome da espécie de Heliophanus wesolowskae é nomeado após o aracnólogo polonês Wanda Wesołowska.